# Canal Malaia
Canal Malaia és una plataforma digital amb contingut en català a Internet. Va ser crear el 15 de maig de 2020 per Clàudia Rius, Arnau Rius, Bru Esteve i Juliana Canet. El seu objectiu és promoure la creació de contingut en llengua catalana a la xarxa, amb un especial focus en el públic adolescent i jove. Els creadors volen cercar gent per fer vídeos en català en formats que hi són inèdits malgrat que funcionen en altres idiomes, i també impulsar persones amb talent ajudant-les a elaborar els vídeos per tal de generar una comunitat que retroalimenti aquesta creació de nous continguts. La plataforma té un canal a YouTube i Instagram on s'agrupen les llistes de reproducció dels canals de cada creador, així com comptes a Twitter i TikTok.
El desembre del 2020, foren guardonats amb el Premi Pompeu Fabra en la categoria de comunicació i noves tecnologies. L'any següent, van rebre el Premi Lletra, convocat per la Fundació Prudenci Bertrana i la Universitat Oberta de Catalunya.
El 2022 va incorporar el pòdcast Sap greu tan jove, presentat per Gal·la Castellort i Alberto Gadel; i l'any següent, Em baixa la serotonina, d'Ània Posada. El primer va guanyar el premis AMIC-Tresdeu de 2024 en la categoria de pòdcast i el segon va quedar nominat al millor creador/a de contingut de conscienciació social.

## Funcionament
La realitat és que l'algorisme de YouTube no afavoreix els qui creen continguts en català: com que no n'hi ha prou, la xarxa no genera recomanacions automàtiques per als consumidors, que s'acaben perdent en l'oceà de vídeos en les altres llengües. Els creadors de Malaia asseguren que ja hi ha youtubers en català, però queden espargits i costa que els seus productes es relacionin entre ells. Per això "cal donar visibilitat a youtubers que estiguin relacionats perquè algú que mira vídeos en català pugui seguir-ho fent quan acabi de veure’n un." Per això, tots els vídeos que els creadors de Malaia pengen a les xarxes portaran una pantalla al final que vincularà amb quatre vídeos més de Malaia. D'aquesta manera YouTube interpreta que aquests vídeos estan interconnectats i interessen els usuaris, i l'algorisme genera lligams. Cada creador manté el seu canal i hi penja els vídeos que vol, amb la diferència que n'hi ha uns quants que compten amb aquest sistema de recomanacions durant els darrers segons, i la marca d'aquesta nova plataforma hi és present, en la descripció i amb el logotip.
L'objectiu dels creadors és acabar pagant tothom qui participa a Malaia (els guanys que genera cada vídeo van pel creador del mateix), i ajudar els creadors de contingut a xarxes a assolir una visibilitat que de vegades costa tenir. La tasca dels quatre emprenedors de la idea és detectar formats que funcionen en les altres llengües i proposar-los per a fer-los en català, així com cercar gent amb potencial i proveir-la de recursos per a elaborar els vídeos.

## Membres
| Membres                          | Nombre de subscriptors |
| -------------------------------- | ---------------------- |
| Laura Grau                       | 4,52 K                 |
| Juliana Canet                    | 29,6 K                 |
| Bru Esteve                       | 1,24 K                 |
| Marc Lesan                       | 6,02 K                 |
| Albert Pagà Riera (Berti)        | 3,34 K                 |
| Ofèlia Carbonell                 | 1,21 K                 |
| Maria Bouabdellah                | 1,21 K                 |
| COPdSORT                         | 1,48 K                 |
| Clàudia Rius                     | 408                    |
| Reich Roca                       | 908                    |
| Antonio IAU                      | 473                    |
| Gal·la Martí (Galetamt)          | 930                    |
| Sara Hosta                       | 142                    |
| Dumb Hoes Doing Dumb Things      | 434                    |
| Farners Pei Hong                 | 4,98 K                 |
| Laia Argelaguet                  | 1,2 K                  |
| Mariona Batalla                  | 641                    |
| POBEK07                          | 52                     |
| coses modernes                   | 340                    |
| Natàlia Möller                   | 307                    |
| Noelia Karanezi                  | 905                    |
| Raimon                           | 256                    |
| Gal·la Castelltort (kindagalins) | 428                    |
| Tomeu Sureda                     | 122                    |
| Alberto Delgado (Albert O'Gadel) | 658                    |
| Fiona Amargós                    | 234                    |